# 1720 Niels
1720 Niels eller 1935 CQ är en asteroid i huvudbältet, som upptäcktes 7 februari 1935 av den tyske astronomen Karl Wilhelm Reinmuth i Heidelberg. Den har fått sitt namn efter upptäckarens barnbarn.
Asteroiden har en diameter på ungefär 6 kilometer.